# رشيد حمادة
رشيد حسين حمادة (1894 - 14 أبريل 1970) قاضي وعالم دين درزي لبناني الذي تولّى مشيخة عقل طائفة الموحدين الدروز في لبنان من 16 مايو عام 1954 حتى وفاته. وُلد في بعقلين وهو ابن حسين محمد حمادة، أنهى تعليمه في بيروت، وفي الحرب العالمية الأولى، عُيِّن في وظائف مختلفة، ودرس الحقوق، وعين عضواً في محكمة كسروان ومحكمة المتن، وعام 1925 عُيِّن مدعيا عاماً ثم مستشارا في محاكم الاستئناف والتمييز. كان يحمل عدداً من الأوسمة الرفيعة اللبنانية والعربية والأوربية. 

## سيرته
ولد رشيد بن حسين بن محمد حمادة سنة 1894 في بعقلين وتلقى دروسه في الداودية في عبية، ثم في البطريركية في بيروت ثم في اليسوعية، فأنهى فيها دروسه الثانوية 1914، وفي أثناء الحرب العالمية‌ الأولى عُيِّن مديراً لمكتب الذكور في بعقلين. وعندما دخل الفرنسيون الشوف عينوه مستنطقاً للشوف فاعتذر عن قبول الوظيفة وعاد إلى الدرس والتحصيل فنال شهادة الحقوق في الجامعة اليسوعية في 8 تشرين الثاني 1922، وكان في أثناء ذلك سكرتيراً خاصاً للأستاذ شارل دباس يوم كان مدير العدلية، وعندما أحرز شهادة الحقوق عين عضواً في محكمة كسروان البدائية، ثم في الوظيفة نفسها في محكمة المتن.

وفي سنة 1925 عُيِّن مدعياً عاماً للمحكمة المذكورة ثم نقل في وظيفته إلى صيدا، ثم إلى طرابلس. وفي 4 شباط 1930 عُيِّن مستشاراً في محكمة الاستئناف والتمييز لكن سرعان ما أن ترك الوظيفة لكي يساعد والده في أعمال مشيخة العقل. وفي 16 أيار 1954 انتخب شيخ عقل للطائفة الدرزية ورئيساً للمجلس المذهبي.

## وفاته

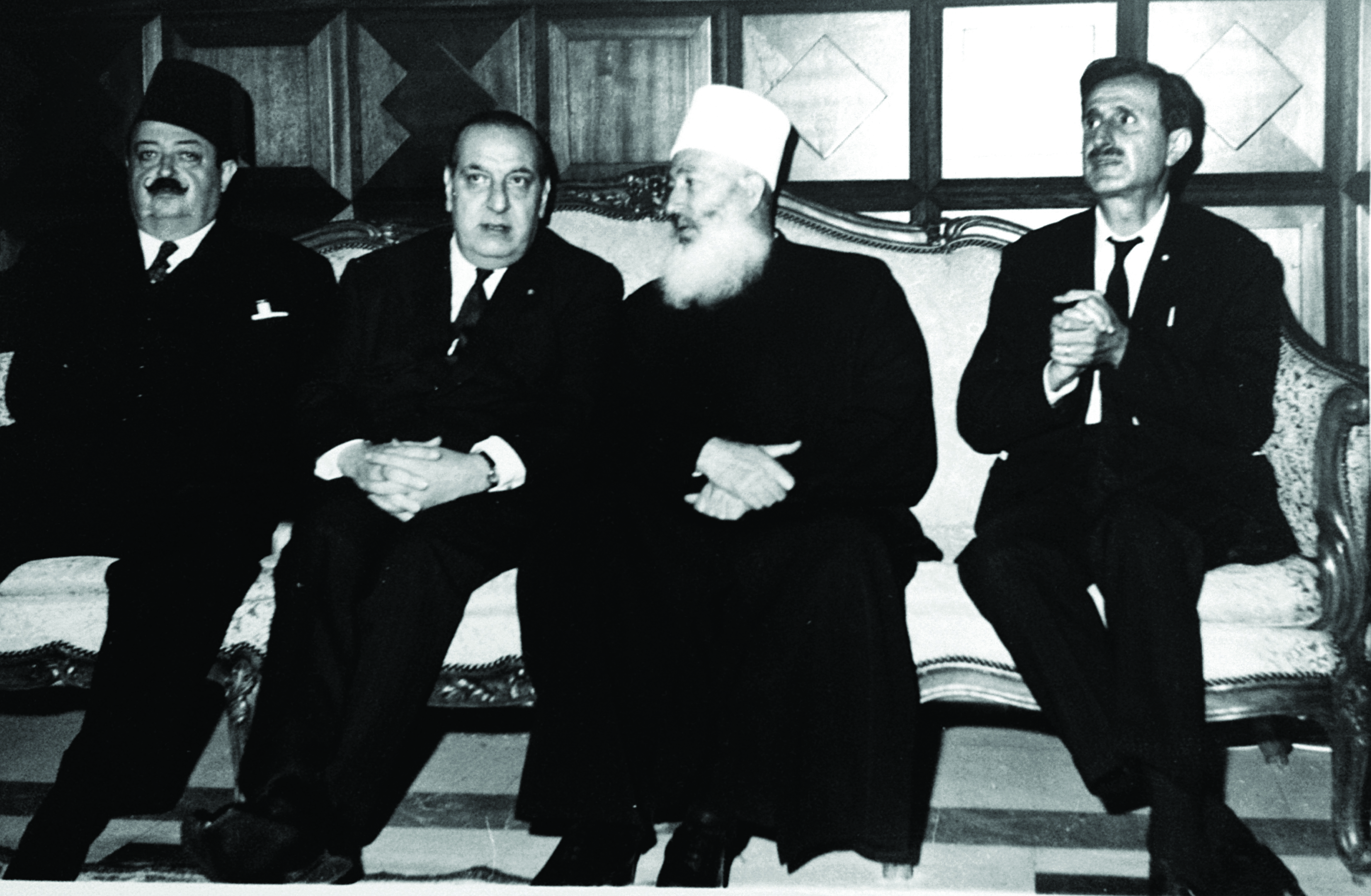
يتقبل تعازي الرئيس شارل حلو بالشيخ رشيد حماده في 17 نيسان سنة 1970 وهو جالس مع الشيخ محمد أبو شقرا وحولهما كمال جنبلاط ومجيد أرسلان.

توفي في الثلاثاء 14 نيسان 1970 في بيروت ونقل إلى بعقلين في مأتم مهيب حافل اشترك فيه كبار الشخصيات البلاد.

## حياته الشخصية
كان يعرف اللغات العربية‌ والفرنسية والإنجليزية والتركية. عرف بلطفه وبشاشة وجهه وطيب إحدوثته، وصدق مودته لإخوانه وأصدقائه، وقد كانت له مواقف وطنية مشهورة.